# Калинка (река, впадает в Татарский пролив)
Калинка — река на острове Сахалин.
Впадает в Татарский пролив, протекает по территории Холмского городского округа Сахалинской области.
Длина реки 15 км. Площадь водосборного бассейна 52,4 км². Общее направление течения с востока на запад. В долине реки расположено село Калинино, по которому река и была названа.

## Данные водного реестра
По данным государственного водного реестра России относится к Амурскому бассейновому округу.
Код объекта в государственном водном реестре — 20050000212118300007080.